# Przeźrocze (architektura)

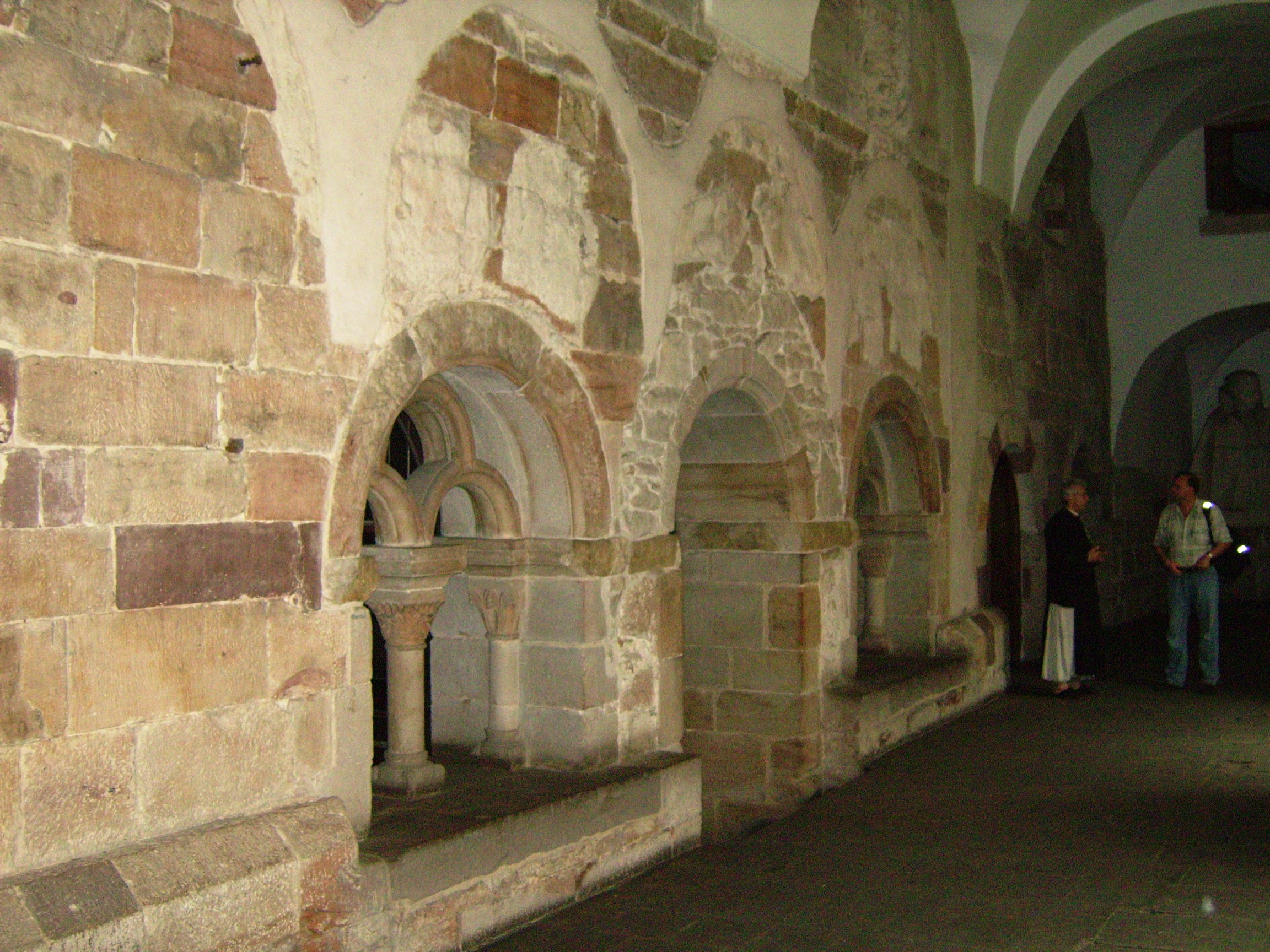
Romańskie przeźrocza w opactwie cystersów w Wąchocku

Przeźrocze – nieoszklony, najczęściej ozdobny otwór w ścianie przepuszczający do wnętrza światło dzienne, najczęściej o dekoracyjnym wykroju, występujący w architekturze romańskiej, gotyckiej i architekturze islamu.
Najczęściej przedzielone było kolumienką i nazywane biforium lub poprzez podział dwiema kolumnami zwane triforium. Niekiedy przeźrocza wypełniane były kamiennym lub drewnianym dekoracyjnym ażurem lub też otwór był osłaniany prześwitującą płytką z alabastru, z pergaminu, lub też z woskowanego płótna czy rogu.
Takie przeźrocza były stosowane również we wnętrzu pomieszczeń tworząc między nimi galerię. W kościołach średniowiecznych tworzyły ozdobne łuki nad nawą boczną a wnętrzem kościoła bazylikowego.